# Східно-Уральський ВТТ
Східно-Уральський ВТТ (рос. Востураллаг) — структурна одиниця системи виправно-трудових таборів Народного комісаріату внутрішніх справ СРСР (ГУЛАГ НКВД). Організований 08.05.42 на базі Санкінського, Шаригінського, Азанковського, Туринського, Тавдинського табірних відділень і Сарапульського особливого підрозділу Сєвураллага; діючий на 01.01.60.

Дислокація: Свердловська область — м.Тавда.

## Виконувані роботи
- лісозаготівлі, сплав лісу;
- роботи на гідролізному з-ді № 11,
- заготівля лижних болванок і виготовлення лиж, деревообробка, випуск шпал,
- меблеве, швейне, гончарне і взуттєве виробництва,
- обслуговування судоремонтних майстерень в Тавдинській і Туринській затоках, автомайстерень,
- буд-во домобудівельного цеху, вузькоколійних залізниць і автодоріг, виробництво цегли та обслуговування вузькоколійних залізниць,
- вантажно-розвантажувальні роботи.

## Чисельність ув'язнених
- 1 січня 1943 — 12 943,
- 1 січня 1944 — 9036,
- 1 січня 1945 — 10 524,
- 1 січня 1946 — 8171,
- 1 січня 1947 — 11 390,
- 1 січня 1949 — 19 591,
- 1 січня 1951 — 21 302,
- 1 січня 1952 — 30 314,
- 1 січня 1953 — 22 197,
- 1 січня 1960 — 12 039.